# Curtea Veche

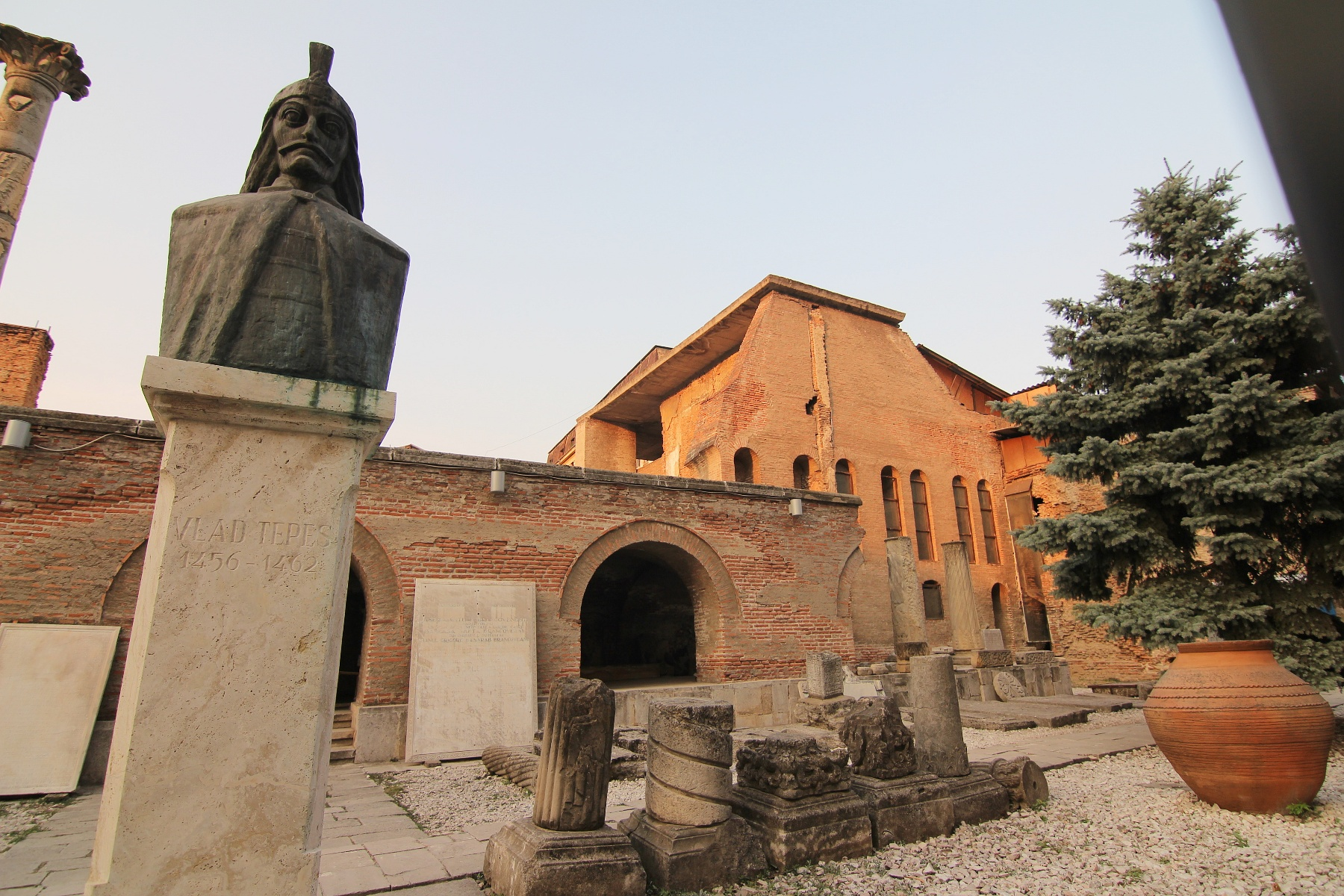
Curtea Veche (24 de setembre de 2011) amb el bust de Vlad Țepeș

Curtea Veche (l'antiga cort princesa) es va construir com a palau o residència durant el govern de Vlad III Dràcula el 1459. Les excavacions arqueològiques van començar el 1953 i ara el lloc està operat pel Muzeul Municipiului București, al centre històric de Bucarest (Romania).

## Palatul Voivodal
El regnat de Vlad l'Empalador va estar dominat per conflictes amb l'Imperi Otomà, per la qual cosa la necessitat de vigilar i protegir permanentment la frontera sud, el Danubi, el va fer romandre a la ciutat fortificada de la riba de Dâmbovița. Va emetre un document llatí el 13 de juny de 1458 des de la zona de l'actual Bucarest. Un any més tard, el 20 de setembre de 1459, va emetre un document en eslau, referint-se específicament a la "fortalesa" de Bucarest, la seva "residència príncep". Altres documents es van emetre el 1460 i el 1461. Vlad hauria estat acompanyat de la seva família, cortesans i un cos de l'exèrcit.
Durant el seu regnat, Mircea Ciobanul va reparar el palau i va definir els límits de la ciutat. El seu palau es va convertir en el nucli econòmic de Bucarest, envoltat de cases de comerciants i artesans coneguts com els Lipscani. Matei Basarab va reparar el palau durant el seu propi regnat, de manera que va ser "completament reconstruït... increïblement elegant" amb un "aspecte encantador, molt més fi i alegre". Constantin Brâncoveanu va reconstruir i ampliar el palau amb pedra, incloent-hi una gran escala de marbre a l'entrada.
Alexander Ypsilantis va construir una nova cort principesca el 1775 a Dealul Spirii. L'antiga cort fou subhastada el 1798 per Constantine Hangerli.

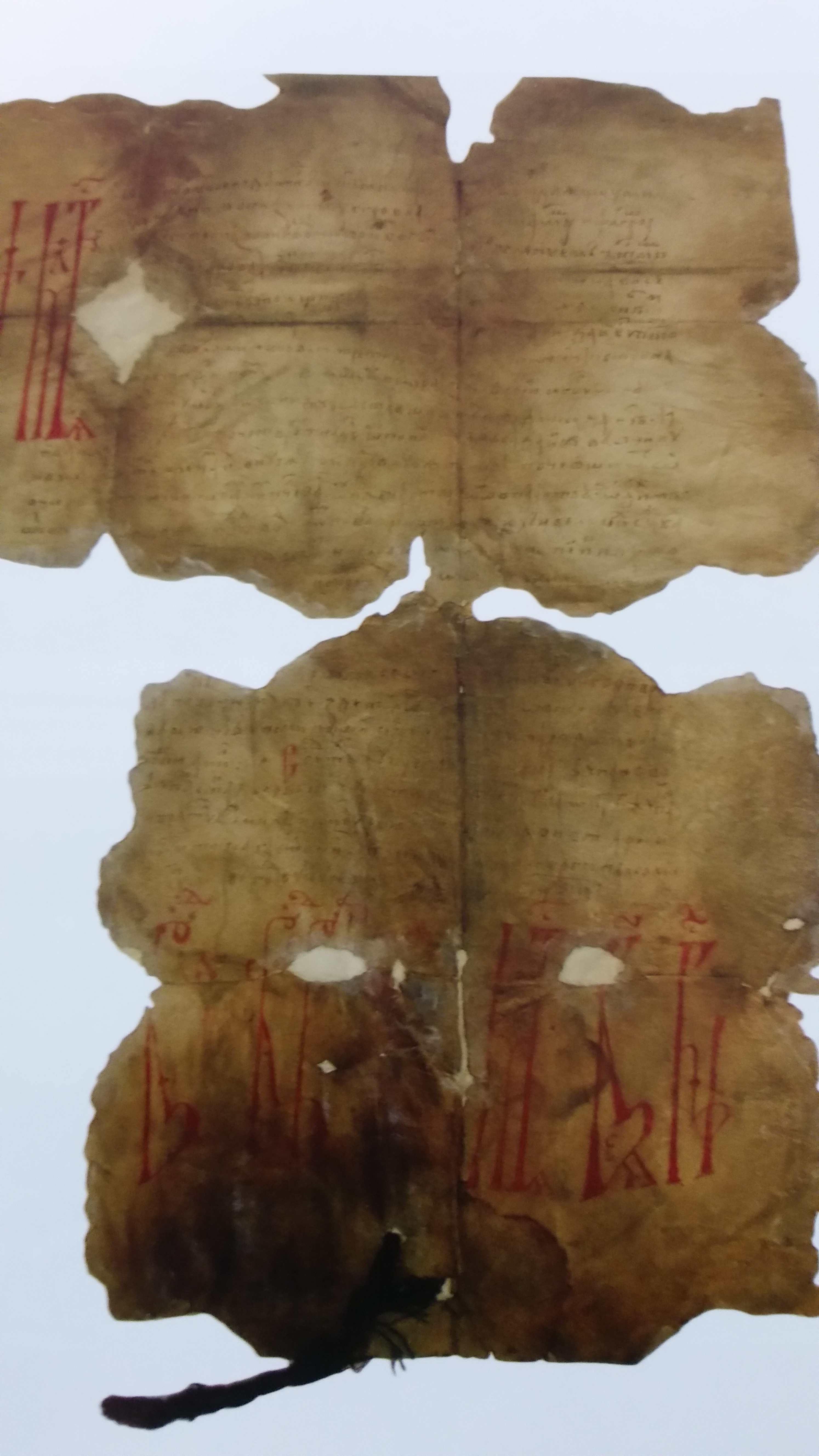
Document de Vlad Țepeș que establia el seu tribunal aquí el 20 de setembre de 1459
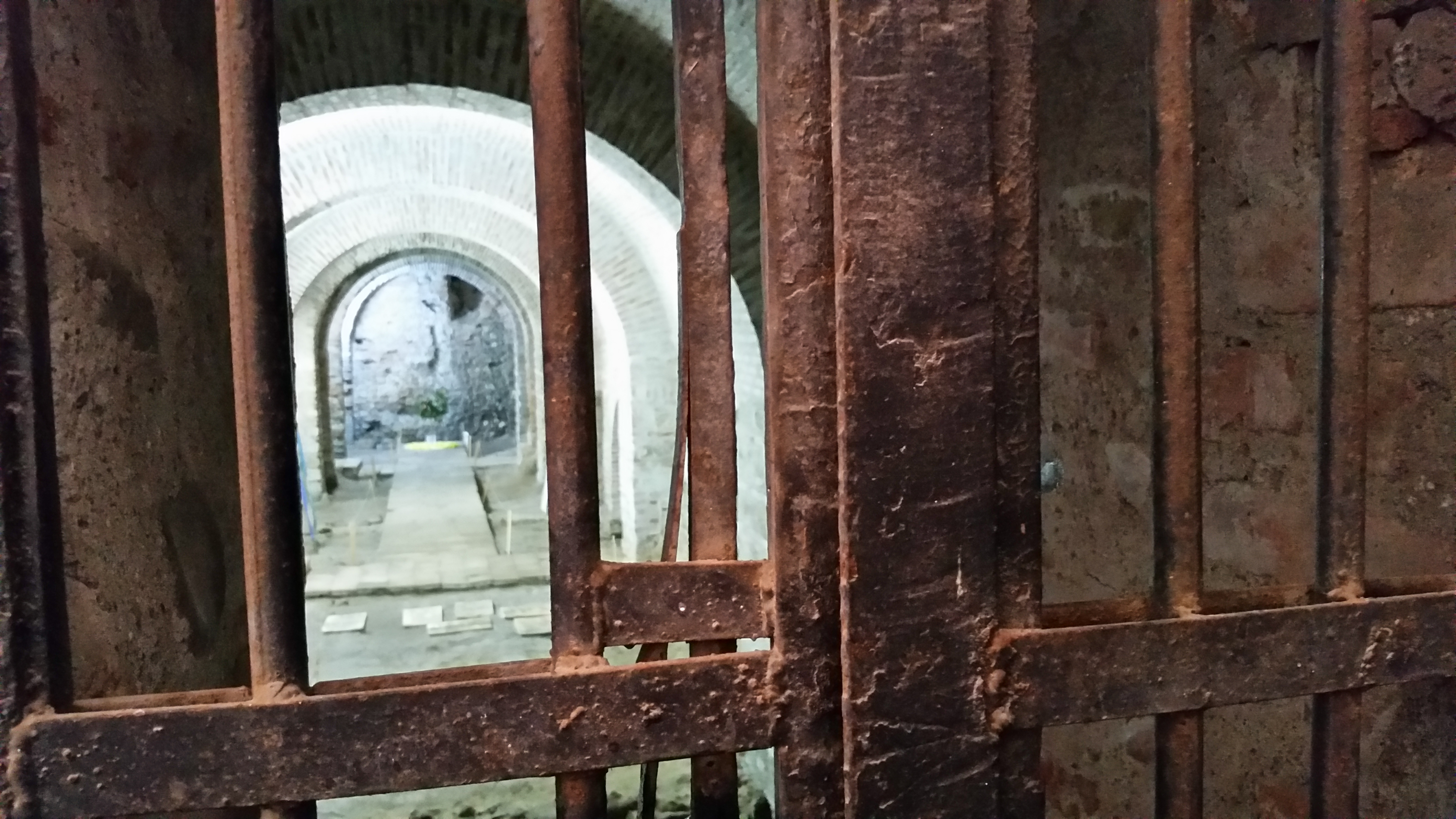
Palatul Voievodal interior
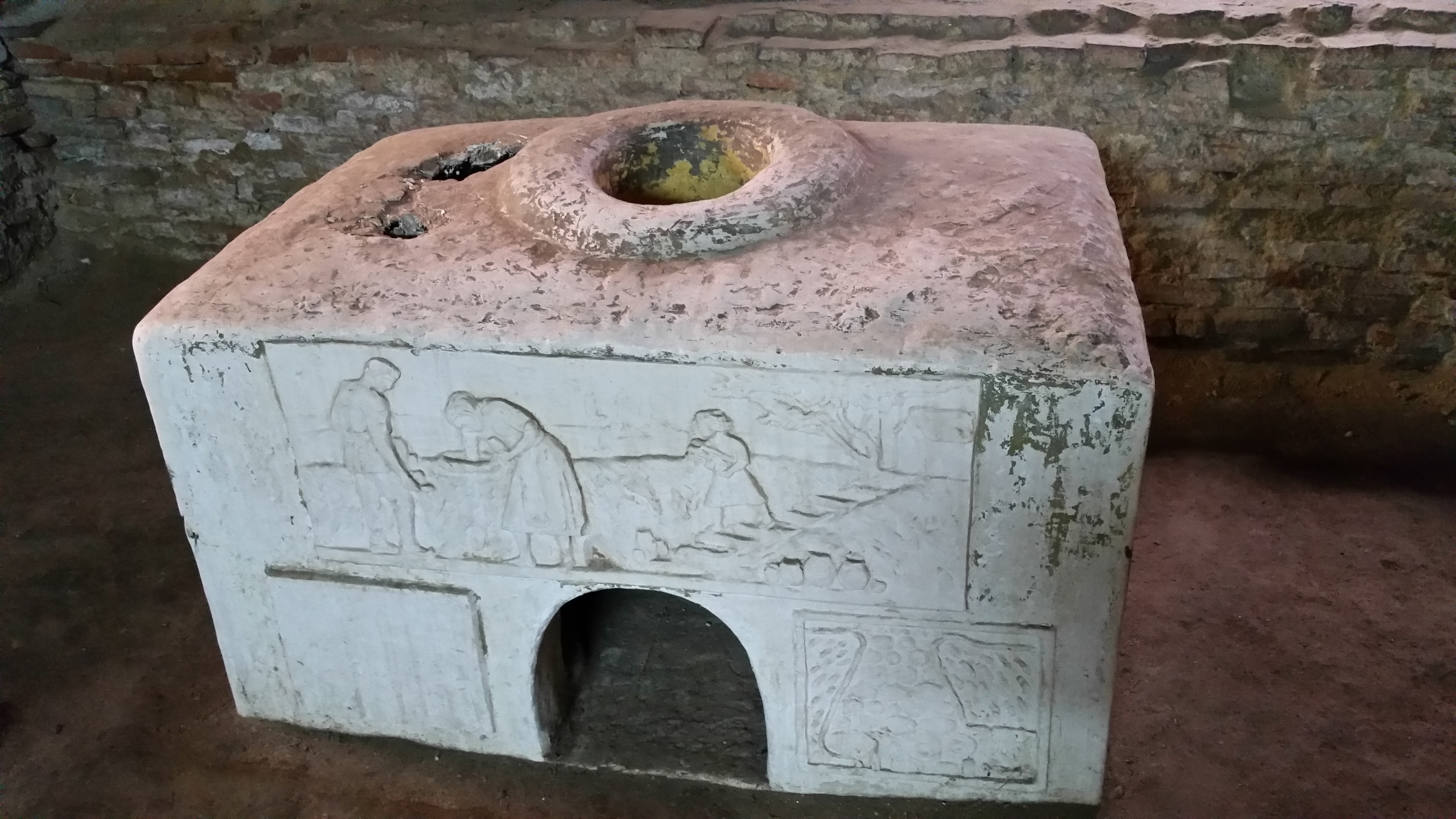
Forn Voievodal Palatul

## Església de l'Anunciació de Sant Antoni

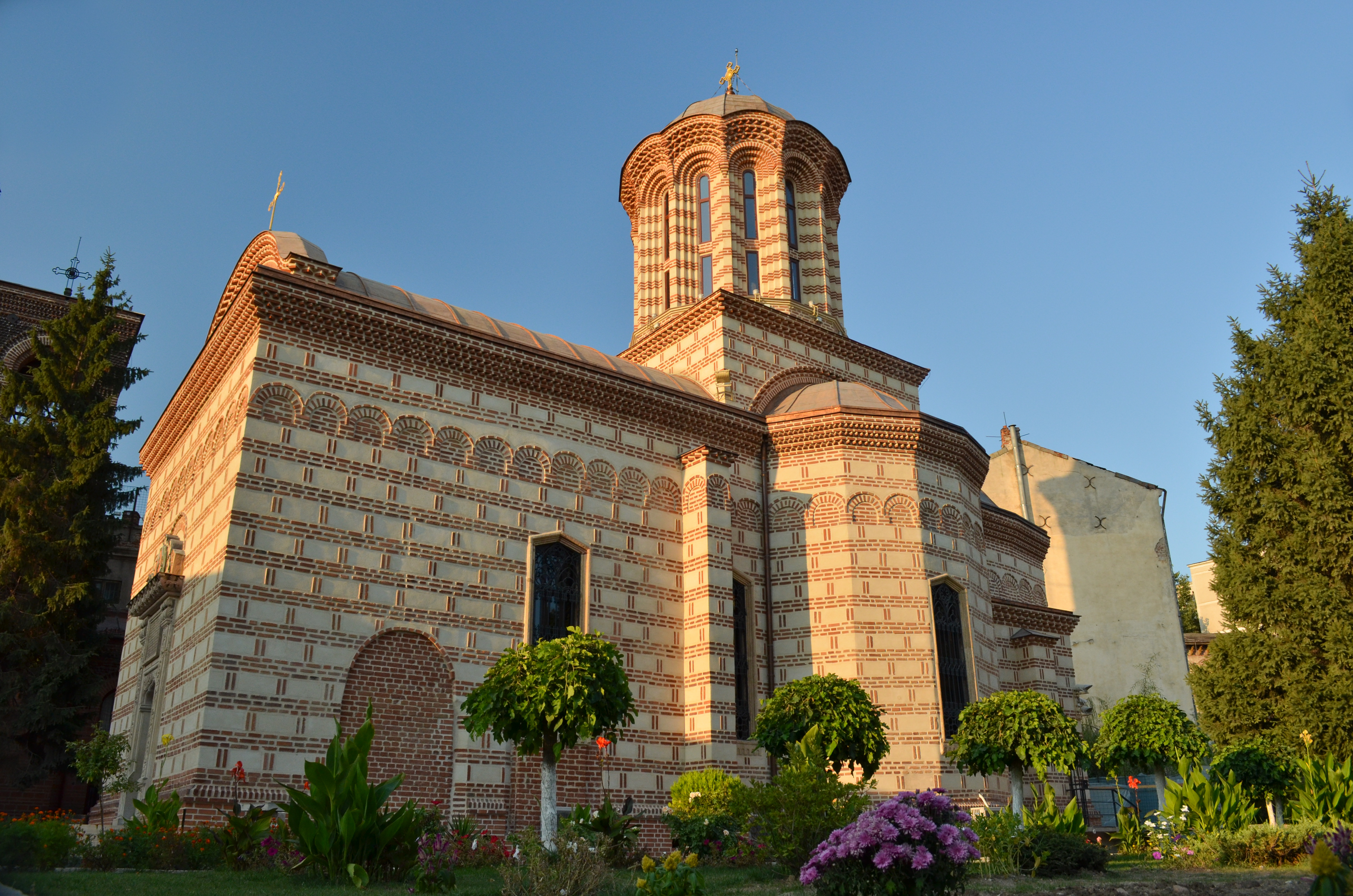
Església Curtea Veche (3 de setembre de 2011)

Aquesta església príncep va ser construïda per Mircea Ciobanul el 1559 i és la ubicació de la seva tomba. L'església és "l'edifici religiós més antic mantingut en el seu aspecte original a Bucarest".

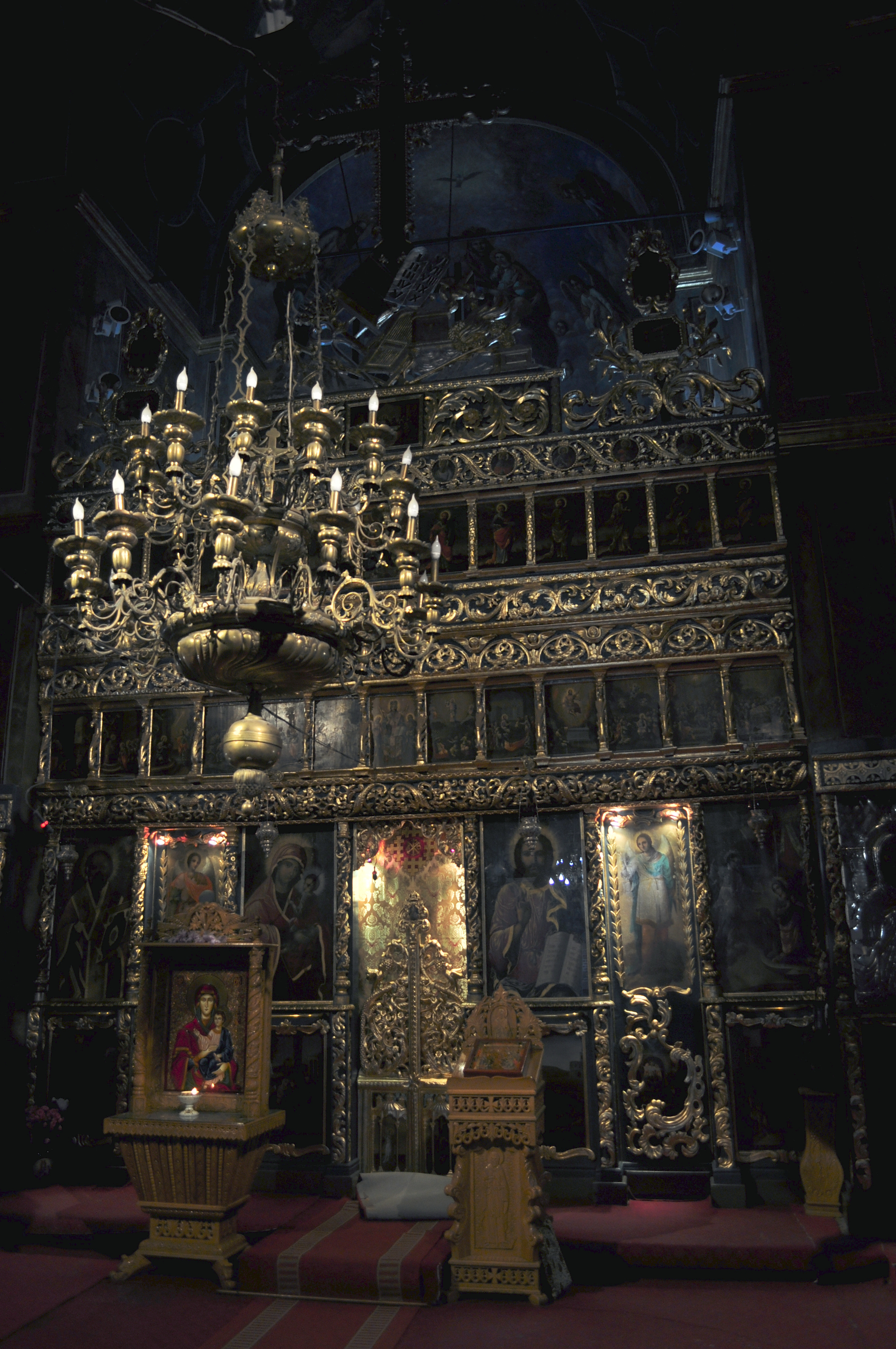
Biserica Sfântul Anton altar
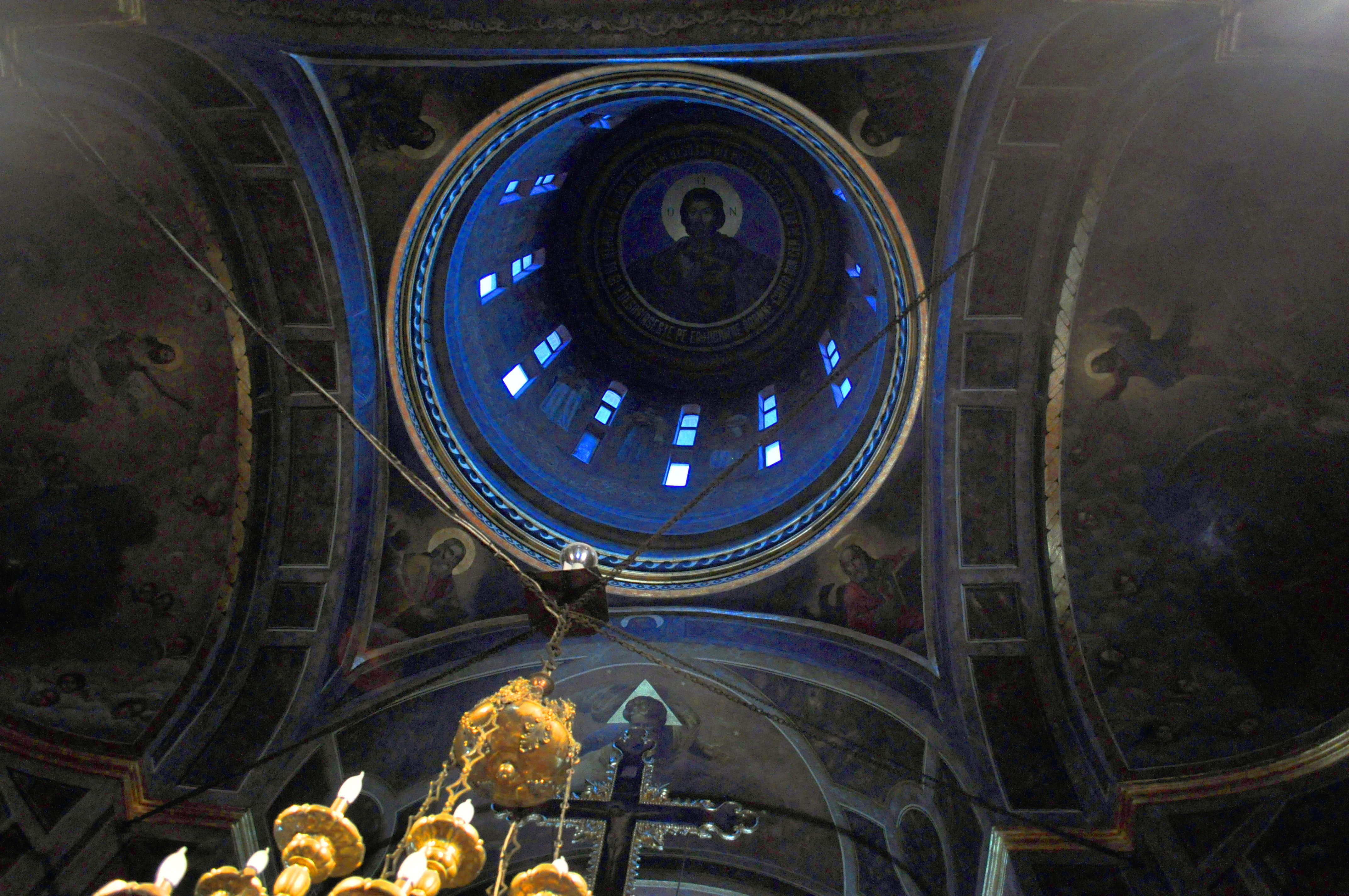
Cúpula Biserica Sfântul Anton
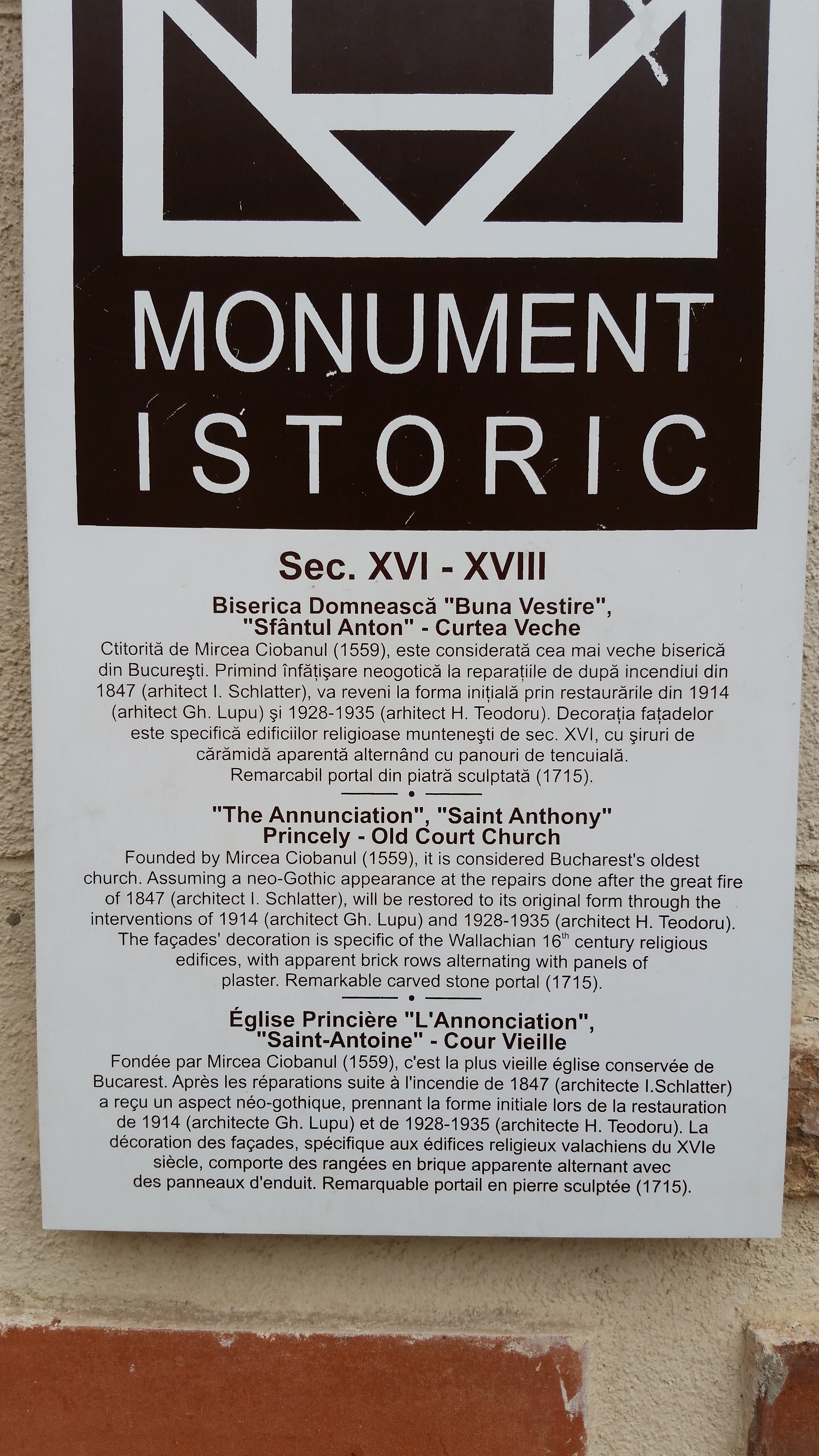
Biserica Sfântul Anton

## Cultura popular
En el seu paper actual de museu, el palau i el barri van inspirar Mateiu Caragiale a escriure la seva novel·la Craii de Curtea-Veche. També es troba al centre dels esforços per restaurar el centre històric de Bucarest.